# Noam Ben Harush
Noam Ben Harush (in ebraico נועם בן הרוש‎?; Megadim, 13 maggio 2005) è un calciatore israeliano, difensore dell'Hapoel Haifa.

## Caratteristiche tecniche
È un terzino destro.

## Carriera

### Club
Ben Harush è cresciuto nel settore giovanile dell'Hapoel Haifa dove ha debuttato il 30 aprile 2023 nell'incontro di Ligat ha'Al vinto 2-1 contro l'Hapoel Hadera. Promosso definitivamente in prima squadra la stagione seguente, il 16 gennaio 2024 ha segnato il suo primo gol sempre contro l'Hapoel Hadera.

### Nazionale
Ha giocato nelle nazionali giovanili israeliane Under-17 ed Under-19.
Il 7 maggio 2023 è stato incluso nella lista dei convocati per il Mondiale Under-20.

## Statistiche
aggiornato al 30 aprile 2024
| Stagione        | Squadra         | Campionato      | Campionato | Campionato | Coppe nazionali | Coppe nazionali | Coppe nazionali | Coppe continentali | Coppe continentali | Coppe continentali | Altre coppe | Altre coppe | Altre coppe | Totale | Totale | Totale |
| Stagione        | Squadra         | Comp            | Pres       | Reti       | Comp            | Pres            | Reti            | Comp               | Pres               | Reti               | Comp        | Pres        | Reti        | Pres   | Reti   |        |
| --------------- | --------------- | --------------- | ---------- | ---------- | --------------- | --------------- | --------------- | ------------------ | ------------------ | ------------------ | ----------- | ----------- | ----------- | ------ | ------ | ------ |
| 2022-2023       | Hapoel Haifa    | LHA             | 2          | 0          | CI+TC           | 0               | 0               |                    | -                  | -                  |             | -           | -           | 2      | 0      |        |
| 2023-2024       | Hapoel Haifa    | LHA             | 26         | 1          | CI+TC           | 2+5             | 0               |                    | -                  | -                  |             | -           | -           | 33     | 0      |        |
| Totale carriera | Totale carriera | Totale carriera | 28         | 1          |                 | 7               | 0               |                    | -                  | -                  |             | -           | -           | 35     | 1      |        |